# Peremîvkî, Jovkva
Peremîvkî (în ucraineană Перемивки) este un sat în comuna Smerekiv din raionul Jovkva, regiunea Liov, Ucraina.

## Demografie
Componența lingvistică a localității Peremîvkî
     Ucraineană (100%)
Conform recensământului din 2001, toată populația localității Peremîvkî era vorbitoare de ucraineană (100%).